# Amanie
Pour plus de détails, voir Fiche technique et Distribution.
Amanie (également connu sous le titre Quelles sont les nouvelles?) est un court métrage ivoirien en noir et blanc de 32 minutes réalisé en 1972. Ce film est une œuvre du cinéaste ivoirien Roger Gnoan M'Bala et a été produit par la Radio-Télévision ivoirienne.

## Fiche technique
- Titre original : Amanie
- Titre français : Quelles sont les nouvelles?
- Réalisation : Roger Gnoan M'Bala
- Production : Radio-Télévision ivoirienne
- Sociétés de distribution : France : Audecam
- Format : Noir et blanc - 16 mm
- Genre : Fiction
- Durée : 32 minutes
- Langue originale : français
- Pays :  Côte d'Ivoire
- Date de sortie : 1972

## Distribution
- Kodjo Eboucle[3]
- Mohamed Diallo[4]
- Véronique Mahilé[4]

## Distinctions
- Tanit d'argent aux Journées cinématographiques de Carthage (1972)[5],[6],[2]
- Grand prix du court métrage de Dinard (1972)[7]